# Албегов Руслан Володимирович
Руслан Володимирович Албегов  (рос. Руслан Владимирович Албегов, 26 січня 1988) — російський важкоатлет, чемпіон Європи.

## Виступи на Олімпіадах
| Олімпіада   | Вагова категорія | Місце |
| ----------- | ---------------- | ----- |
| Лондон 2012 | надважка         | DSQ   |